# Sứ đồng
Sứ đồng (danh pháp hai phần: Michelia aenea) là một loài thực vật thuộc họ Magnoliaceae có ở Trung Quốc và Việt Nam.